# Le Cadeau (film, 2015)
Pour les articles homonymes, voir Le Cadeau et The Gift.
Pour plus de détails, voir Fiche technique et Distribution.
Le Cadeau (The Gift) est un thriller américain réalisé, produit, écrit et interprété par Joel Edgerton, sorti en 2015.
Il s'agit du premier long métrage réalisé par l'acteur australien Joel Edgerton,, bien qu'il ait déjà écrit plusieurs scénarios pour le cinéma.

## Synopsis
Simon et Robyn Callen, mariés depuis peu, tombent sur Gordo, un ancien camarade d'école de Simon. Gordo commence à leur offrir une série de cadeaux et à se présenter sans s'annoncer chez eux pendant que Simon est au travail. Malgré les efforts de Simon pour enterrer son passé, Gordo semble prêt à tout pour ne pas le laisser faire.

## Fiche technique
- Titre original : The Gift
- Titre français et québécois : Le Cadeau
- Titre de production : Weirdo
- Réalisation : Joel Edgerton
- Scénario : Joel Edgerton
- Direction artistique : Lorin Flemming
- Décors : Richard Sherman
- Costumes : Terry Anderson
- Photographie : Eduard Grau
- Montage : Luke Doolan
- Musique : Danny Bensi et Saunder Jurriaans
- Production : Jason Blum, Joel Edgerton et Rebecca Yeldham
- Sociétés de production : Blumhouse Productions et Blue-Tongue Films (en)
- Sociétés de distribution : STX Entertainment (USA), Netflix (France)
- Budget : 5 000 000 $[3]
- Pays d’origine :  États-Unis
- Langue originale : anglais
- Format : couleur - 2,35:1 - 35 mm - son Dolby Digital
- Genre(s) : Thriller, drame
- Durée : 108 minutes
- Dates de sortie :
  - États-Unis : 7 août 2015
  - France : 6 novembre 2015 sur Netflix

## Distribution
- Jason Bateman (VF : Bruno Choël ; VQ : Yves Soutière) : Simon Callen
- Rebecca Hall (VF : Élisabeth Ventura ; VQ : Mélanie Laberge) : Robyn Callen
- Joel Edgerton (VF : Jérémie Covillault ; VQ : Louis-Philippe Dandenault) : Gordon « Gordo » Moseley
- Tim Griffin (VF : Loïc Houdré ; VQ : Pierre Auger) : Kevin « KK » Keelor
- Allison Tolman (VQ : Rachel Graton): Lucy
- Beau Knapp : inspecteur Walker
- P. J. Byrne : Danny McDonald
- David Denman (VF : Stéphane Pouplard) : Greg
- Busy Philipps : Duffy
- Wendell Pierce : inspecteur Mills
- Katie Aselton (VF : Laëtitia Lefebvre ; VQ : Marika Lhoumeau) : Joan
- Nash Edgerton : Frank
- Adam Lazarre-White (VF : Rody Benghezala) : Ron

Version française
Société de doublage : Cinephase
Direction artistique : Benoît DuPac
 Source et légende : version française (VF) sur RS Doublage et version québécoise (VQ) sur Doublage.qc.ca

## Accueil

### Box-office
The Gift sort aux États-Unis le 7 août 2015 dans 2 503 salles et rapporte 11 854 273 $ de recettes au box-office lors de son premier week-end d'exploitation. Au cours de ses neuf semaines à l'affiche, le film rapporte 43 787 265 $, ce qui en fait un succès commercial au vu de son budget de 5 millions de dollars.

### Accueil critique
Lors de sa sortie en salles, le film rencontre un accueil globalement favorable des critiques, avec 93 % d'avis favorables sur le site Rotten Tomatoes, pour 138 critiques et une moyenne de 7,5 sur dix et un score de 77⁄100 sur le site Metacritic, pour 31 critiques.

### Récompense
- Festival international du film de Catalogne 2015 : Meilleur acteur pour Joel Edgerton